# The Lighthouse w Glasgow
The Lighthouse w Glasgow – szkockie Centrum Architektury i Designu otwarte w 1999 roku, gdy Glasgow pełniło rolę Miasta Architektury i Wzornictwa Zjednoczonego Królestwa. Budynek z 1895 roku, zaprojektowany przez Charlesa Rennie Mackintosha był wcześniej siedzibą gazety The Herald.

## Historia
Budynek przy Mitchell Street, z 1895 roku był wcześniej siedzibą gazety The Herald. Projekt przygotował architekt Charles Rennie Mackintosh. Budynek pełnił rolę magazynu drukarni. Znajdująca się w nim wieża ciśnień pełniła rolę zbiornika przeciwpożarowego. Zbiornik mógł pomieścić 36 369 litrów wody. W drukarni mieszczącej się w sąsiednich budynkach był zainstalowany system zraszaczy.  Gdy na początku lat 80. XX wieku redakcja przeprowadziła się do nowych budynków, dawny magazyn przez 15 lat nie był użytkowany. W 1995 roku podjęto decyzję o jego adaptacji na inne cele. Konkurs na przebudowę wgrała firma Page & Park. Początkowo planowano otwarcie na dwóch piętrach sklepu Habitat. Po przyznaniu Glasgow tytułu Miasto Architektury i Wzornictwa Zjednoczonego Królestwa, komitet organizacyjny zaproponował jego rozbudowę i zorganizowanie tu Centrum architektury i wzornictwa.
W latach 1999–2009 centrum było zarządzane przez The Lighthouse Trust. W 2010 roku zarząd objęła Rada Miasta Glasgow.

## Budynki
Pomieszczenia w piwnicach i na parterze zostały zaplanowane jako powierzchnie handlowe i na restauracje, zapewniając Centrum dochody. Na pierwszym piętrze umieszczono główną galerię, a na drugim centrum edukacyjne dla dzieci Wee People's City. Na trzecim piętrze znajduje się sala konferencyjna i Mackintosh Interpretation Centre zaprojektowane przez architekta Garetha Hoskinsa. Można tu zwiedzić wystawę poświęconą Mackintoshowi. Na czwartym i piątym piętrze umieszczone zostały kolejne galerie, a na piątym kawiarnia. Do starego budynku dobudowano nowoczesny, szklany. Umieszczono w nim windy i schody.

## Wieża
Po przebudowie zbudowano spiralne schody, na które wchodzi się z poziomu 3 piętra. Z wieży Mackintosh znajdującej się w północnej części budynku można podziwiać panoramę Glasgow. Wejście do wieży znajduje się na  dostępny z wieży na północy budynku, do której można dostać się spiralnymi schodami z trzeciego piętra.

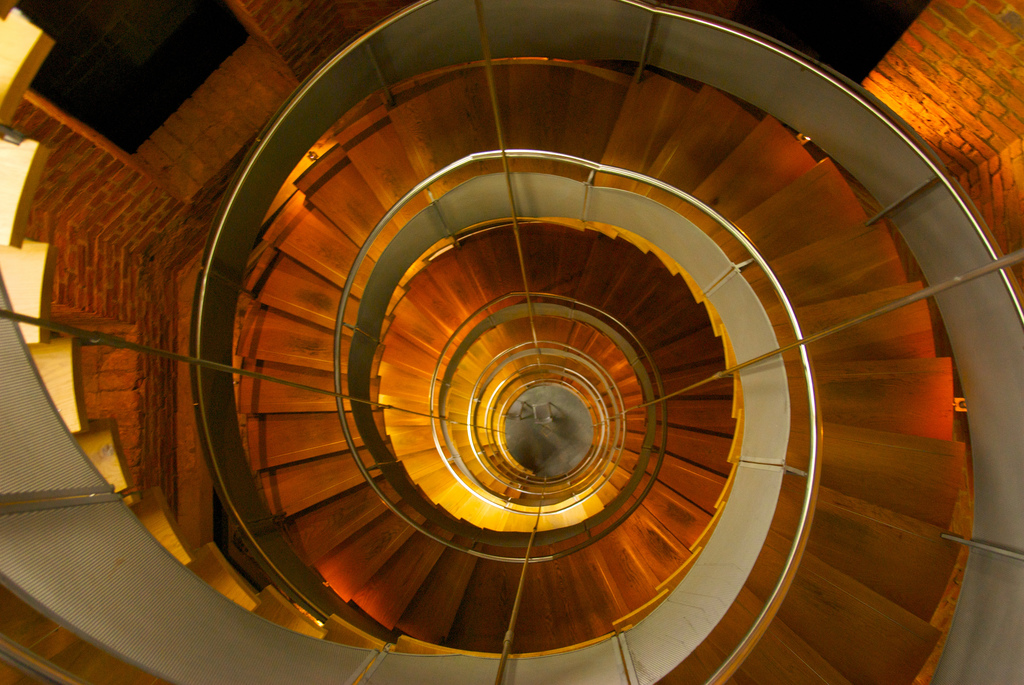
Widok spiralnych schodów prowadzących na platformę widokową na szczycie dawnej wieży wodnej.

## Promocja
W 1999 roku Clydesdale Bank wydał banknot 20 funtowy z okazji mianowania Glasgow brytyjskim miastem architektury i designu, na którym pojawiła się sylwetka budynku The Lighthouse i kopuły Holmwood Hause projektu Thomsona na odwrocie. Na awersie pokazano portret architekta Aleksandra Thomsona. Nakład banknotu wynosił pięć milionów, a pierwsze 50 000 sztuk miało specjalny prefiks G/AD, nawiązujący do Glasgow jako miasta architektury i designu.